# Bataille de Rabosée
Première Guerre mondiale
Batailles
Front d'Europe de l’Ouest
- Liège (8-1914)
- Namur (8-1914)
- Frontières (8-1914)
- Anvers (9-1914)
- Grande Retraite (9-1914)
- Marne (9-1914)
- Course à la mer (9-1914)
- Yser (10-1914)
- Messines (10-1914)
- Ypres (10-1914)
- Givenchy (12-1914)
- 1re Champagne (12-1914)
- Hartmannswillerkopf (1-1915)
- Neuve-Chapelle (3-1915)
- 2e Ypres (4-1915)
- Colline 60 (4-1915)
- Artois (5-1915)
- Festubert (5-1915)
- Quennevières (6-1915)
- Linge (7-1915)
- 2e Artois (9-1915)
- 2e Champagne (9-1915)
- Loos (9-1915)
- Verdun (2-1916)
- Redoute Hohenzollern (3-1916)
- Hulluch (4-1916)
- 1re Somme (7-1916)
- Fromelles (7-1916)
- Arras (4-1917)
- Vimy (4-1917)
- Chemin des Dames (4-1917)
- 3e Champagne (4-1917)
- 2e Messines (6-1917)
- Passchendaele (7-1917)
- Cote 70 (8-1917)
- 2e Verdun (8-1917)
- Malmaison (10-1917)
- Cambrai (11-1917)
- Bombardements de Paris (1-1918)
- Offensive du Printemps (3-1918)
- Lys (4-1918)
- Aisne (5-1918)
- Bois Belleau (6-1918)
- 2e Marne (7-1918)
- 4e Champagne (7-1918)
- Château-Thierry (7-1918)
- Le Hamel (7-1918)
- Amiens (8-1918)
- Cent-Jours (8-1918)
- 2e Somme (9-1918)
- Bataille de la ligne Hindenburg
- Meuse-Argonne (10-1918)
- Cambrai (10-1918)

Front italien
Front d'Europe de l’Est
Front des Balkans
Front du Moyen-Orient
Front africain
Bataille de l'Atlantique
La bataille de Rabosée en Belgique fut la première bataille où les troupes belges entrèrent en contact avec les forces allemandes durant la Première Guerre mondiale.
Premier combat de la bataille de Liège, elle se déroula les 5 août 1914 et 6 août 1914 sur le plateau de Rabosée, situé entre les vallées de la Meuse et de la Julienne, à proximité du carrefour dit des « Quatre-Bras ».

## Les prémices de la bataille

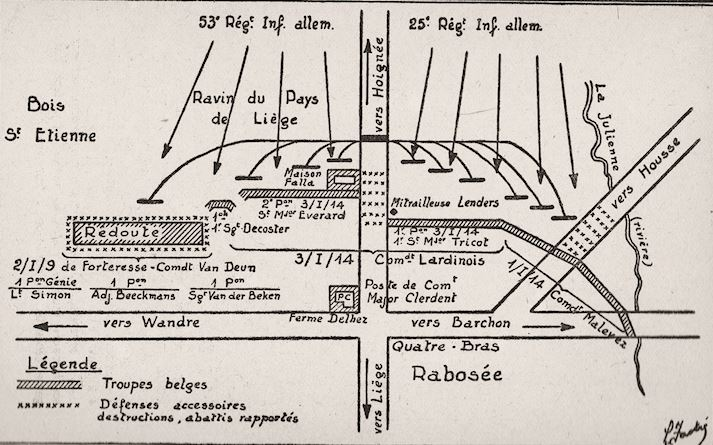
Positions belges et assauts des troupes allemandes sur le plateau de Rabosée, au carrefour des Quatre-Bras.

À l'aube du 3 août 1914, le 1er bataillon du 9e régiment belge de forteresse quitte son cantonnement de Jupille pour occuper le secteur Meuse-Barchon ; la 2e compagnie relève, sur le plateau de Rabosée, une unité du 14e régiment d'infanterie de ligne. Le 4 août 1914, détachée de son bataillon d'origine, la 2e compagnie est placée sous les ordres du major Clerdent du 14e de ligne. Chaque unité reçoit ordre de tenir sa position. Les forces de l'armée belge s'élèvent à 500 hommes de troupe et cinq officiers.
Côté allemand, c'est la XXVIIe brigade du général von Massow qui arrive. Cette brigade, casernée à Cologne, fait partie de la XIVe division d'infanterie allemande. Appartenant au VIIe corps d'armée de la IIe armée allemande, elle a été détachée avec cinq autres brigades pour exécuter le coup de main prévu par le Plan Schlieffen contre la position fortifiée de Liège. La brigade est composée des XXVe (d'Aix-la-Chapelle) et LIIIe régiments d'infanterie, renforcés d'un escadron du XVIe régiment de uhlans, d'un groupe d'obusiers de campagne, et en réserve, du XVIe d'infanterie, le tout à l'effectif de temps de paix (les réservistes n'ont pas encore rejoint) soit 8 000 hommes.

## La bataille

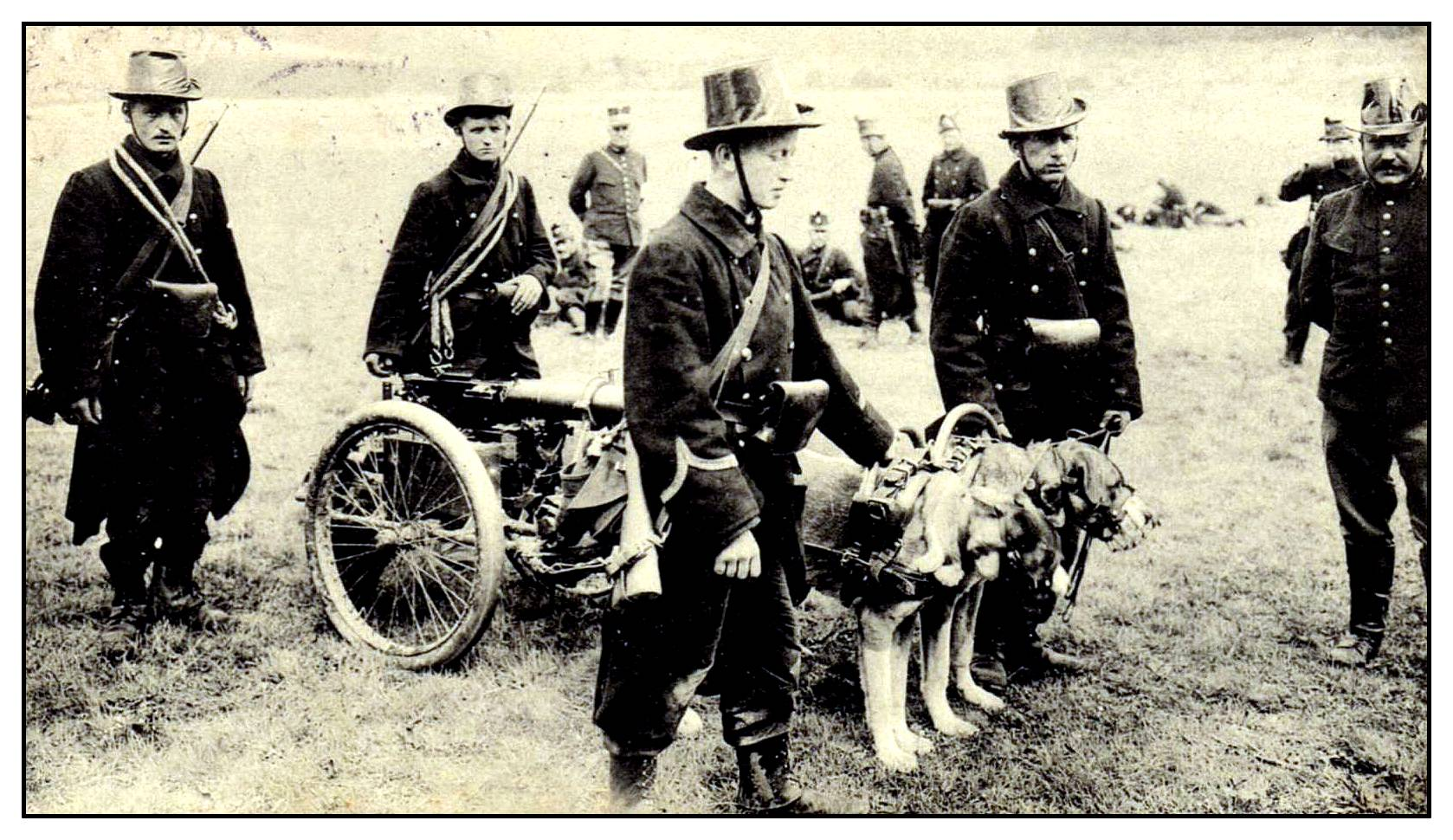
Mitrailleuse Maxim de l'armée belge. Ce type d'attelage transporta la mitrailleuse sur le plateau de Rabosée.

Le 5 août 1914, à 15 h, l'artillerie allemande pilonne le fort de Barchon ; le plateau de Rabosée est balayé par les shrapnels. Dissimulées derrière les haies, les forces allemandes se lancent à l'assaut.
Contenues partout, les forces allemandes réussissent une percée sur la route de Jupille à Visé et parviennent au carrefour des « Quatre-Bras » où est installé le QG du major Clerdent. Un fourrier du 11e de ligne, revenu en hâte de Wandre, installe sa mitrailleuse ; la bataille commence. Les soldats belges tiennent. Vers 16 h, le fort de Pontisse, entre en action. Les Allemands, qui ont essuyé de lourdes pertes, sont repoussés. Au cours de l'après-midi, au vif dépit des défenseurs déjà peu nombreux, une compagnie se retire. L'espoir revient brièvement quand apparaît le bataillon du 31e de ligne qui poursuit sa route vers Saive. Durant la soirée, un peloton du génie aménage des abris sous le bombardement incessant des Allemands.

## Veillée d'armes
Au fond des tranchées tapissées de foin, les soldats belges attendent dans le silence. 300 à 400 cartouches ont été distribuées à chacun. Soudain, apparaît un prêtre proposant de confesser les soldats qui en manifesteraient le désir. Contre toute attente, cet homme « de haute taille et d'assez forte corpulence » disparaît très rapidement. Un sous-officier belge comprend qu'il s'agit d'un espion et lance vainement deux patrouilles à sa poursuite, le faux prêtre ayant disparu. Dès 22 h, le retour des Allemands est annoncé. « Il pleut. Une pluie fine, désespérante. Les genoux glissent sur les parois humides ; les semelles collent au sol. C'est une nuit noire ». Vers 23 h 30, les Wesphaliens ont incendié les alentours, le fort de Barchon jaillit de la nuit tandis que des phares puissants balayent la plaine de Rabosée. 

## La fournaise

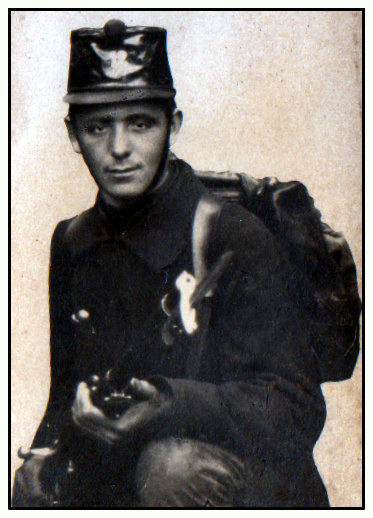
Alfred Ross, soldat du 12e de ligne, tué le 6 août 1914 et enterré à Rabosée. Collection privée.

Vers minuit, le 6 août, les soldats Gossens et Beaunom préviennent le commandement de l'arrivée des Allemands. Persuadés que 82 000 soldats français ont débarqué à la gare des Guillemins, les soldats belges veulent tenir jusqu'à leur arrivée. « La 27e brigade allemande se présente en ordre de marche », en colonne par quatre, semblant ignorer la présence du barrage. Le sergent-major Evrard, commandant du peloton du 14e de ligne, 3e compagnie, ordonne d'ouvrir le feu. Des dizaines d'assaillants tombent. Les Belges ont reçu ordre de tirer plus haut, et leurs balles frappent le XXVe d'infanterie allemand placé derrière le premier régiment. Les hommes du XXVe régiment ripostent et tirent... dans le dos du LIIIe qui est pris entre deux feux. Le LIIIe riposte à son tour en tirant sur leurs compagnons du XXVe. Les Allemands s'entretuent. Des hommes de la XXVe brigade du général von Massow atteignent les parapets des tranchées mais sont abattus.
À 2 h 10, le capitaine Langemark, du XXVe, pénètre dans la maison « Falla ». Des mitrailleuses installées au premier étage de l'immeuble fauchent les troupes massées dans la tranchée : tout le peloton du sergent-major Evrard est anéanti. À 4 h 30, les Belges reçoivent de nouvelles munitions. Ils délogent les tireurs allemands placés au-dessus de leur tranchée. Le XXVe déborde la redoute, mais 18 soldats retranchés la défendent jusqu'à 6 h 30. Les Allemands y découvriront 82 cadavres.
Les Belges pris sous le feu des mitrailleuses adverses, reculent vers la Xhavée. Les Allemands qui comptent déjà plus de 1 000 hommes blessés ou tués, les survivants étant épuisés, désorientés, sont incapables de profiter de leur avantage, la XXVIIe brigade bat en retraite.
À 9 h, la brigade Bertrand contre-attaque et reprend Rabosée.